# 仏国土
仏国土（佛国土）（ぶっこくど、Sanskrit: Buddhakṣetra）とは、1人の仏が教化できる範囲のことを指す。佛国、佛土、佛界、佛刹とも。
我々が住む仏国土の名前は娑婆（sahā）である。阿弥陀如来の浄土として有名な極楽世界は、サハー（娑婆）世界より西にある1つの仏国土のことである。浄土は、菩薩の請願と修行によって建てられるといわれる。
また、仏教が行われている国をさすこともある。仏国。
以下、仏のそれぞれの仏国土
- 阿弥陀如来 西方極楽浄土
- 大日如来 密厳国土
- 毘盧舎那如来 蓮華蔵世界
- 阿閦如来 東方妙喜世界（中国語版）（善快世界、妙楽世界、阿比羅提、阿維羅提、阿毘羅提、阿毗羅提）
- 薬師如来 東方浄瑠璃世界（中国語版）（浄琉璃世界、東方浄琉璃世界、琉璃光世界、琉璃世界、東方浄土、薬師浄土）
- 釈迦如来 無勝荘厳国、霊山浄土（現世の霊鷲山のこと）